# BS土曜歌謡局
『BS土曜歌謡局』（ビーエス・どようかようきょく）は1992年10月10日から1993年4月3日まで、NHK衛星第2テレビジョンで毎週土曜日19:30-22:00に生放送された音楽番組である。

## 概要
同番組は「BS勝ち抜き歌謡選手権」（第1部　基本19:30-20:30）と、「BS流行歌最前線」（第2部　基本20:30-22:00）の2つの番組で構成されるコンプレックスのスタイルを採用しており、前者は全国各地の歌自慢の素人が、作詞・作曲家らとチームを組んで歌唱レッスンを受けながらその週の最優秀者を決定するコンテスト。後者は主に邦楽や演歌を中心とした最新の日本のヒット曲をスタジオライブやトークなどを交えて展開したというものである。
1993年度からはそれぞれ放送曜日を分けて、独立した番組として継続された。

## 出演者
2番組共通の総合司会
- 味方恵子

BS勝ち抜き歌謡選手権
司会進行
- 井上順

以下審査員・指導者
- 市川昭介
- 猪俣公章
- 宮川泰
- 星野哲郎
- 平尾昌晃
- 中村泰士
- 曽根幸明ら

BS流行歌最前線
司会進行
- 赤坂泰彦